# Alois Nacke
Alois Th. Nacke (* 15. Mai 1960 in Nienborg, heute Heek, Nordrhein-Westfalen) ist ein deutscher Jurist und Richter am Bundesfinanzhof.

## Leben
Nach Absolvierung eines sozialwissenschaftlichen Studiums in den Jahren 1978 bis 1985 und des anschließenden Studiums der Rechtswissenschaften an der Westfälischen-Wilhelms-Universität Münster legte er im September 1990 seine 1. jur. Staatsprüfung ab. Im November 1993 folgte die 2. jur. Staatsprüfung. 1995 wurde er mit einer rechtsgeschichtlichen Arbeit an der Westfälischen-Wilhelms-Universität Münster zum Dr. jur. promoviert. Von 1995 bis 1999 war er Sachgebietsleiter der Rechtsbehelfsstelle und der Betriebsprüfung beim Finanzamt Wilhelmshaven. Im September 1999 wurde er zum Richter am Niedersächsischen Finanzgericht ernannt. In seiner Zeit als Richter am Finanzgericht war er im XI. Senat u. a. für Haftungsrecht und im V. Senat für Umsatzsteuer zuständig. Am 5. März 2015 ist er vom Richterwahlausschuss zum Richter am Bundesfinanzhof gewählt worden. Am 11. Januar 2016 erfolgte die Ernennung. Er gehört am Bundesfinanzhof dem für Umsatzsteuer und Körperschaftsteuer zuständigen XI. Senat an. Seit 2013 ist er Lehrbeauftragter an der Georg-August-Universität Göttingen. Dort wurde er am 16. April 2019 zum Honorarprofessor ernannt.
Neben seiner richterlichen Tätigkeit befasste er sich auch wissenschaftlich mit dem Steuerrecht. Er ist u. a. Mitautor in mehreren Standardkommentaren zum Einkommensteuerrecht und Autor zahlreicher steuerrechtlicher Veröffentlichungen in Fachzeitschriften.

## Schriften
- Die Haftung für Steuerschulden, 4. Aufl. 2017
- Immobilienbesteuerung bei Erwerb, Besitz, Veräußerung, 2. Aufl. 2018
- Besteuerung von Immobilien, in Lemke (Hg.), Immobilienrecht. Kommentar, 2. Aufl. 2016
- Kanzler/Nacke (Hg.), Steuerrecht aktuell (Buchreihe seit 2008)